# 娇美细尾鹩莺
，是雀形目细尾鹩莺科的一种鸟类。
娇美细尾鹩莺体重约8.63克，翼长约50.2毫米，嘴峰长约13.3毫米，喙宽度约3.2毫米，喙厚度约2.8毫米，跗蹠长约21.2毫米，尾长约57.1毫米。娇美细尾鹩莺在其分布区内为留鸟，其栖息在半开放的高大树木组成的森林中，食性为肉食性，主要食物来源是陆生无脊椎动物。该物种分布于昆士兰东北部。